# Urwanica
Urwanica – mało wybitny szczyt w głównym grzbiecie Pasma Policy, które w regionalizacji fizycznogeograficznej Polski według Jerzego Kondrackiego zaliczane jest do Beskidu Żywieckiego, w nowszej regionalizacji z 2018 roku do Beskidu Żywiecko-Orawskiego. Mapa Compassu podaje wysokość 1106 m, mapa Geoportalu wysokość 1117 m. Wznosi się w tym paśmie pomiędzy szczytami Okrąglica (1238 m) i Krupówka (1045,5 m). Ze stoków północno-zachodnich, wznoszących się nad miejscowością Skawica spływa kilka źródłowych cieków potoku Roztoki, w kierunku południowo-wschodnim, do miejscowości Sidzina opada grzbiet opływany przez dwa potoki: Kamycki Potok i Flakowy Potok. Stoki opadające do Skawicy są całkowicie porośnięte lasem, na grzbiecie opadającym do Sidziny, na wysokości około 900 m n.p.m. znajduje się Polana Staszkowa z przysiółkiem Staszkowa.
W przewodniku turystycznym podawano, że Urwanica ma dwa wierzchołki. W nowej edycji mapy Geoportalu jej drugi, północno-wschodni wierzchołek otrzymał nazwę Krupówka. Przez Urwanicę biegnie granica między wsią Skawica (stok północny) i Sidzina (stok południowo-wschodni).

## Szlak turystyczny
Przez Urwanicę prowadzi znakowany szlak turystyczny. Jest to odcinek Głównego Szlaku Beskidzkiego:
 Jordanów – Bystra Podhalańska – Drobny Wierch – Judaszka – Malinowe – Naroże – Soska – Krupówka – Urwanica – Okrąglica – Kucałowa Przełęcz. Suma podejść 830 m, suma zejść 170 m, czas przejścia 5 godz., z powrotem 4 godz. 15 min.